# الهارونية
الهارونية  قرية في شمال شرق قضاء المقدادية في محافظة ديالى شرق العراق، ذكر ياقوت الحموي أنها من قرى بغداد، قريبة من شهرابان في طريق خراسان.